# أندريه سوزا (لاعب كرة قدم)
أندريه سوزا هو لاعب كرة قدم برتغالي، ولد في 16 يوليو 1997 في بورتو في البرتغال. لعب مع نادي باسوش دي فيريرا.

## وصلات خارجية
- أندريه سوزا على موقع قاعدة بيانات كرة القدم.إي يو (الإنجليزية)
- أندريه سوزا على موقع Soccerway.com (الإنجليزية)
- أندريه سوزا على موقع AS.com (الإسبانية)